# Tadeusz Taworski
Tadeusz Maria Taworski (ur. 15 czerwca 1931 w Buenos Aires, zm. 3 lipca 2021 w Płocku) – polski zootechnik, wieloletni dyrektor Ogrodu Zoologicznego w Płocku, samorządowiec, działacz społeczny.

## Życiorys
Urodził się 15 czerwca 1931 w Buenos Aires w Argentynie w rodzinie polskich emigrantów (formalnie jako Tadeo). Był synem Włodzimierza Taworskiego (1891–1945) i Kazimiery Wandy z domu Michalskiej (1902–1991), pochodzącej z Sanoka, córki Kazimierza Michalskiego, tamtejszego radcy skarbowego, do końca 1930 asesora w Urzędzie Skarbowym Akcyz i Monopolów Państwowych w Sanoku i dyrektora Komunalnej Kasy Oszczędności w Sanoku. Ojciec Tadeusza pochodził z Przemyśla, w 1926 wyjechał do Argentyny, gdzie początkowo był zatrudniony w Poselstwie RP, następnie był polonijnym dziennikarzem, założył dwie gazety polonijne, a w 1930 sprowadził żonę i córkę Annę. Jego siostra Anna Taworska (1923-2007), była lekarzem weterynarii, zamężna z Andrzejem Strzeleckim.
W 1934 przybył z matką do Polski, po czym przebywał z nią w Złoczowie. Od 1938 uczył się w Złoczowie. Ich pobyt w Polsce wydłużył się z uwagi na czas II wojny światowej. Po ataku Niemiec na ZSRR z połowy 1941 mieszkał z matką w mieszkaniu jej brata dr Stanisława Michalskiego (ofiara zbrodni katyńskiej z 1940). Wobec zbliżającego się frontu wschodniego w 1944 uciekli do Sanoka. Przejściowo kształcił się w sanockim gimnazjum. Mając 15 lat (był harcerzem) w maju 1946 za rozwieszanie antykomunistycznych ulotek przed referendum ludowym został zatrzymany przez funkcjonariuszy bezpieki i przez kilkanaście dni był więziony w siedzibie Powiatowego Urzędu Bezpieczeństwa Publicznego w Sanoku.
W 1946 wyjechał z bliskimi do Poznania. Od 1947 uczył się w Gimnazjum Salezjańskim w Twardogórze, następnie w Liceum oo. salezjanów w Oświęcimiu, gdzie zdał maturę jako eksternista w 1951. Podjął pracę (1951–1952) jako pomocnik pielęgniarza zwierząt w zoo we Wrocławiu, gdzie został zatrudniony przez dyrektora Karola Łukaszewicza. Po dwukrotnym odrzuceniu jego podania o przyjęcie na studia (z powodu ubiegania się o wyjazd do Argentyny) oraz skierowanym do Bolesława Bieruta odwołaniu i interwencji w Radzie Państwa został studentem zootechniki na Wydziale Zootechniki w Wyższej Szkole Rolniczej we Wrocławiu.

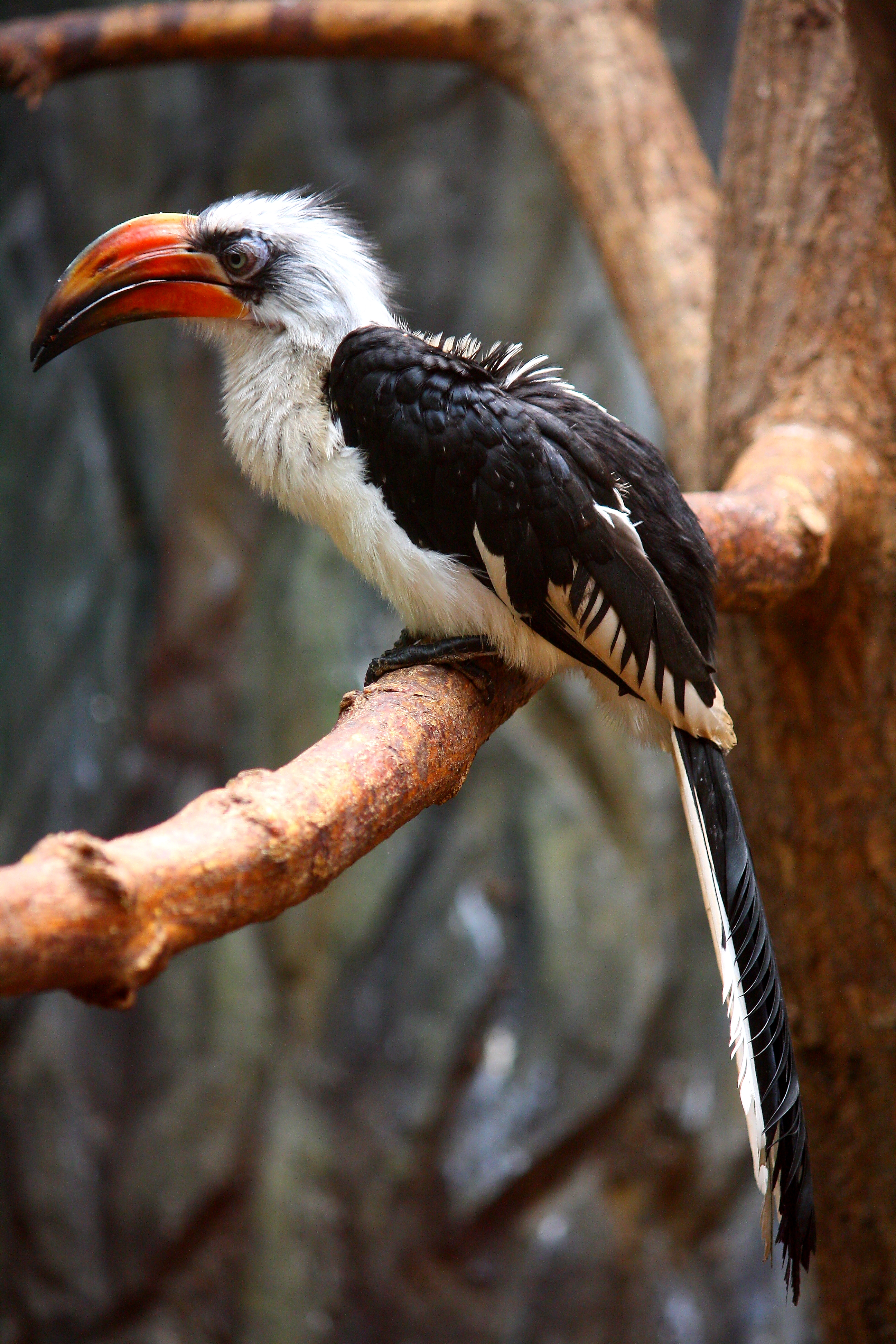
Toko czarnoskrzydły (Tockus deckeni) w Miejskim Ogrodzie Zoologicznym w Płocku (2009)

Po studiach zamieszkał w Płocku. Od podstaw zorganizował Ogród Zoologiczny w Płocku, któremu szefował od 1956 do 1996, początkowo jako kierownik do 1966, a następnie jako dyrektor. W latach 60. zainicjował akcję „Krokodyl”, w ramach której wysłano z Polski ok. 6 tys. książek dla Polonii argentyńskiej i brazylijskiej w ramach wymiany za zwierzęta. Za jego kierownictwa rozbudowywano płockie zoo, w tym stworzono pawilon dydaktyczno-naukowy.
Przez dwa lata był członkiem ORMO. W latach 80. wstąpił do NSZZ „Solidarność”. Był delegatem na I Zjazd „Solidarność”. Po wprowadzeniu stanu wojennego w grudniu 1981 został usunięty ze stanowiska za „naruszenie dekretu o stanie wojennym” (wspierał wtedy działalność Konfederacji Polski Niepodległej). Był internowany od 30 kwietnia do 13 sierpnia 1982 w Łowiczu. Po uwolnieniu został zatrudniony w Ogrodzie Zoologicznym na stanowisku asystenta ds. dydaktyki. Od 1983 pracował jako główny specjalista ds. hodowlanych. W latach 80. udzielał się nadal w działalności podziemnej.
Po 1989 działał w Komitecie Obywatelskim. Od października 1990 do przejścia na emeryturę w 1996 był znowu dyrektorem zoo w Płocku. W latach 1990–1998 został wybrany radnym Miasta Płocka (w okresie 1990–1992 był jej przewodniczącym). 
Był propagatorem ochrony przyrody i opiekunem zwierząt. W drugiej połowie XX wieku kilkakrotnie odwiedzał Argentynę. W 1997 powstał reportaż filmowy Miłość na kilogramy o Tadeuszu Taworskim autorstwa Tomasza Gładkiego.
Od połowy lat 50. był żonaty z Teresą Marią z domu Jakubowską (1930-2007), z którą miał syna Wojciecha (ur. 1956) i córkę Wandę. Zmarł 3 lipca 2021. Został pochowany na cmentarzu przy ul. Norbertańskiej w Płocku 7 lipca 2021.

## Działalność naukowa i społeczna

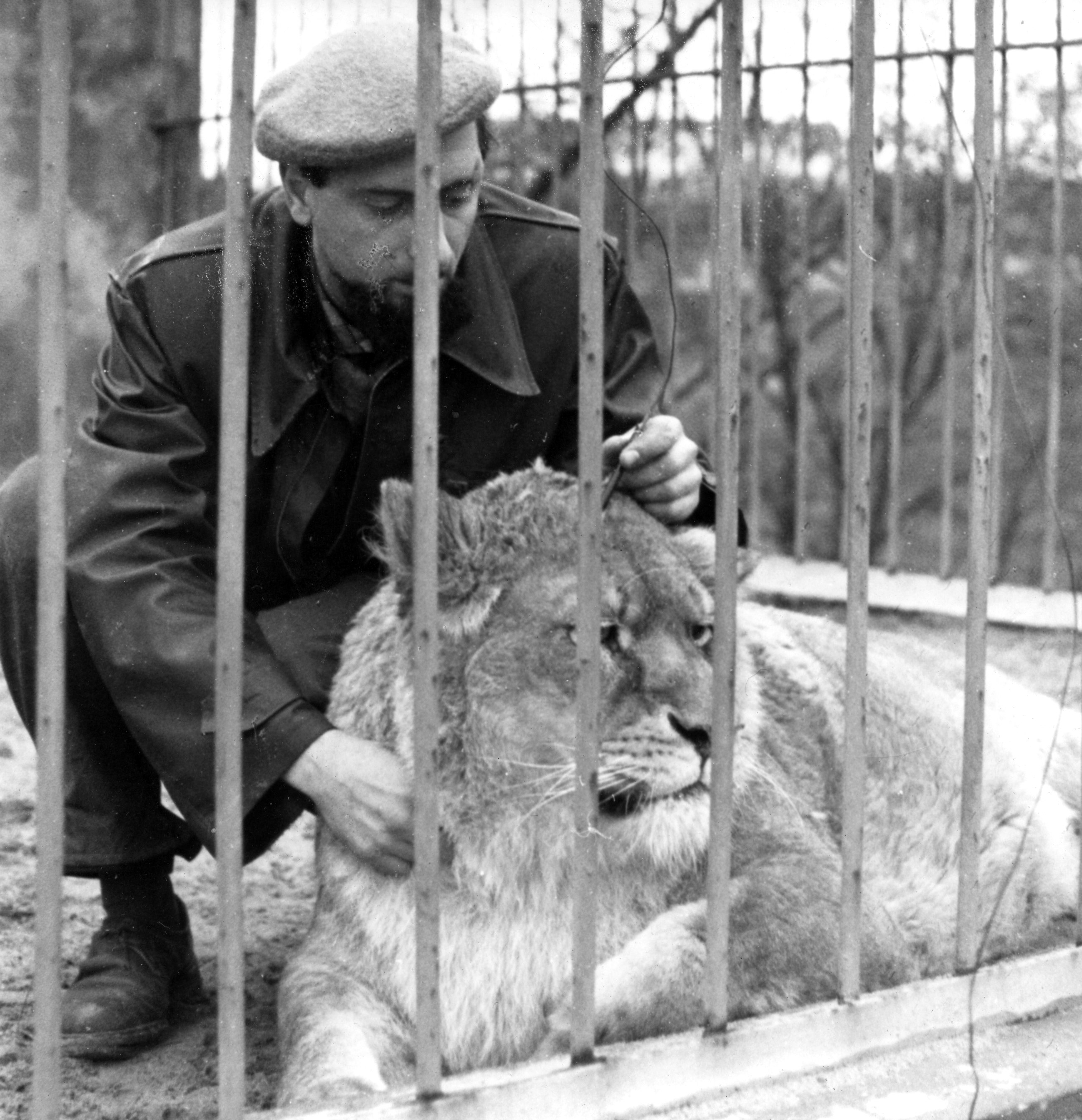
Tadeusz Taworski dokonuje pomiaru temperatury skóry u lwicy „Bina” (6 lat, waga 110 kg) w Miejskim Ogrodzie Zoologicznym w Płocku (1962)

W 1962 uczestniczył w badaniach nad ekologiczną rolą temperatury skóry u różnych gatunków zwierząt i był współautorem trzech publikacji w czasopiśmie „Ekologia Polska seria B”. W 1976 przedstawił w Towarzystwie Naukowym Płockim doniesienie o działalności dydaktyczno-naukowej Ogrodu Zoologicznego w Płocku. W 1999 wygłaszał prelekcje w ramach wystaw o tematyce ekologicznej w Sanoku i regionie. Był współautorem monografii Taworscy. Saga rodu wydanej w Sanoku w 2013.
Po ogłoszeniu stanu wojennego w 1981 był współorganizatorem Diecezjalnego Komitetu Charytatywnego w Płocku. W 1989 reprezentował Klub Inteligencji Katolickiej w Płocku w Komitecie Obywatelskim „Solidarność”. W 1982, po uwolnieniu z internowania, prowadził akcje wspierające rodziny i dzieci osób internowanych. 
Na początku XX wieku prezentował, m.in. przy kościele Franciszkanów w Sanoku i w Bieszczadach, wystawy o tematyce dotyczące ochrony środowiska naturalnego. Stworzył kolekcję fotografii i dokumentacji działalności duszpasterskiej ks. Jerzego Popiełuszki. W 2013 organizował opiekę nad polskim cmentarzem w ukraińskim Złoczowie.
Był wiceprezesem Katolickiego Stowarzyszenia Pomocy im. św. Brata Alberta oraz Starszym Batiarem Stowarzyszenia Miłośników Lwowa. Udzielał się charytatywnie.  Był członkiem honorowym Polskiego Towarzystwa Terrarystycznego, członkiem Towarzystwa Ochrony Zwierząt, Płockiego Towarzystwa Muzycznego im. Wacława Lachmana, a także członkiem Stowarzyszenia Historycznego im. 11 Grupy Operacyjnej Narodowych Sił Zbrojnych.

## Odznaczenia
- Krzyż Oficerski Orderu Odrodzenia Polski (pośmiertnie, 2021)[56][57]
- Krzyż Kawalerski Orderu Odrodzenia Polski (1998)[58]
- Krzyż Wolności i Solidarności (2012)[59]
- Medal Komisji Edukacji Narodowej (1996)[60]
- Order Uśmiechu (1980, na wniosek podopiecznych z Zakładu Dzieci Niewidomych w Laskach)[61][17][60]